# Distretto di Jianye
Il distretto di Jianye è un distretto dello Jiangsu, in Cina. È sotto l'amministrazione della città di Nanchino.